# スキレット (調理器具)
スキレット（英: skillet）は英語であり、もともと次のような2つの意味がある。
- （イギリス英語における歴史的・伝統的な意味）小ぶりの金属製の鍋で、長いハンドルがついていて、典型的には脚がついているもの[1]
- （北米（アメリカ・カナダ）の英語での意味）フライパン[1]。

（なおアメリカ英語のskilletの発音をカタカナで表記すると「スキルット」が近い。実際の音はこちらで確認できる。）
なお近年の日本のアウトドア用語で言うところの「スキレット」は、イギリス人が移民となってアメリカに渡り、そこでアメリカ流のパターン化された鋳物スキレットが作られるようになり、そのアメリカ流鋳物スキレットが日本にアウトドア用品などとして導入されたものであり、鋳物製で肉厚で黒色の直径が小さめのフライパンのことである。なおこのスキレットを米語話者にも通じるように適切な英語で言うならcast-iron skillet（鋳鉄のスキレット）となる。あるいは「cast-iron cookware」や「small cast-iron pan」あたりである。
アメリカ人がアメリカのものを指して言うcast-iron skillet（鋳物スキレット）を、日本人が日本に導入した時に（言葉を乱暴に短くして）「スキレット」と呼ぶようになったということを理解すると、言葉の指す範囲にズレが生じた理由が分かる。「アメリカ流の鋳物スキレットを指している」と理解すれば、日本のキャンプ用語の「スキレット」の用法もあながち間違っているわけではない。ただし、その大元になっているイギリスの伝統的なスキレットは「脚がついていた」という違いがある。（なおアメリカ人もイギリスの伝統的な意味のskilletと、アメリカ人が日常的に言うskilletにズレが生じていることは意識することがある）

当記事ではイギリスの伝統的な意味のスキレット、アメリカ流の鋳物スキレット、近年の日本のアウトドア用語の「スキレット」のいずれも説明する。

## イギリスやアメリカで言うskillet

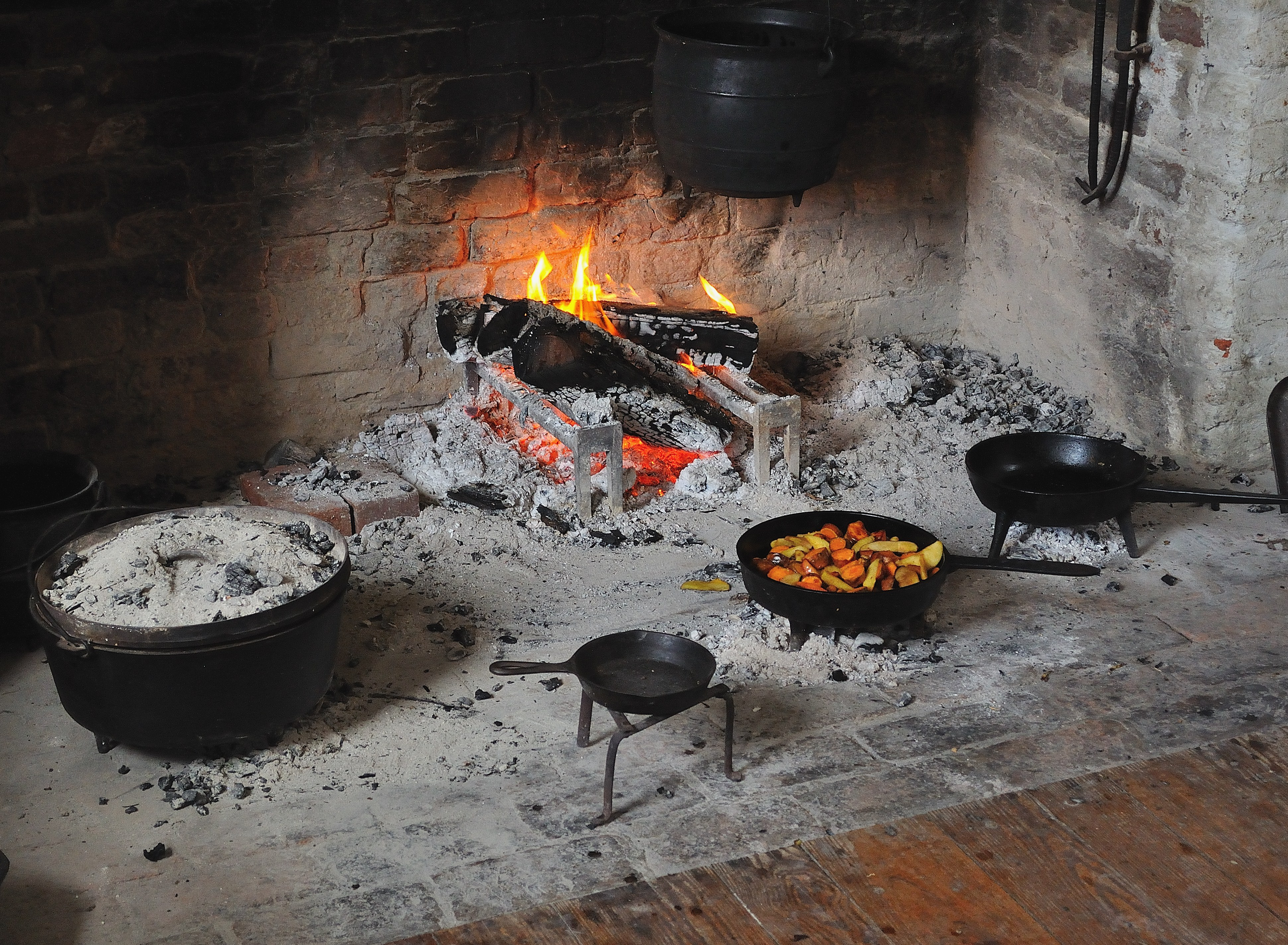
ヨーロッパの伝統的な台所のハース（hearth。火床、暖炉）とそこに置かれたスキレット類の写真。鋳物製の鍋や鋳物製のフライパンなどの多くに「脚」がついていて（つまり鍋類と五徳が鼎のように一体化していて）その下に炭や薪を置けば加熱、調理ができた。

イギリスやヨーロッパの伝統的なスキレット
- ヨーロッパの伝統的なスキレット。脚つきの鉄製の鍋。
- 伝統的なスキレット。
- 伝統的なスキレット。

近年のアメリカ人が「cast iron skillet」と呼ぶもの
- アメリカ流のcast iron skillet（鋳物スキレット）
- 鋳物スキレットでコーンブレッドを焼いたところ
- スキレットでパンケーキを焼き、ヘーゼルナッツやチョコなどを添えた朝食
- アメリカでLodgeという銘柄で販売されている鋳物スキレット

## 日本の近年のアウトドア関連で言う「スキレット」
近年日本のアウトドア業界、キャンプ業界、キャンプ愛好家などが言う「スキレット」は、通常は鋳物製で肉厚で、黒色で、小ぶりで直径が17cm〜22cm程度で大きくてもせいぜい25cm程度のフライパンで、鋳鉄むき出しで、ハンドル部分も鋳物でできているものを指している。
アウトドア用品店、キャンプ用品店、ホームセンター、ネット通販などで販売されている。
特徴
分厚い鋳鉄でできているので、じんわりと食材を暖めることができ焼きムラも生じにくく、調理後も分厚い鉄がたっぷりと蓄熱しているので温度が下がりにくく載せている料理も冷めにくいという長所がある。分厚い鉄でできていて鉄は熱をたっぷり蓄える性質があるので、調理温度が比較的安定していて調理がしやすい。温度がゆっくり均等に伝わる。鉄の特性を生かして作られている。
基本的には食用油を適量たらしてから、肉や野菜を焼くのに使ったり、フライしたり揚げるのに使え、アヒージョを作ることもできる。一応煮ることもできる。
分厚い鋳鉄製の蓋がセットになっているものは、その上に炭を載せて上下から加熱してまるで小型のダッチオーブンのように使うこともできる。蓋があれば蒸し焼きもできる。ダッチオーブンはあまりに重すぎて悩みのタネになったり運ぶたびに憂鬱になったりするものだが、スキレット程度ならばさほど重くないのでリュックに気軽に詰めてキャンプに持ってゆくことができる。
調理した後、そのまま料理を載せたまま、食事をすることはかなり一般的である。つまり、まるで鉄製のステーキプレートのように、保熱性の高い皿として使うことはかなり一般的である。
アウトドアでも日常の家庭料理にも使うことができ、料理店によってはスキレットで料理を提供しているところもある。形や大きさも多様で、用途によって使い分けることが多い。
注意点
通常は鋳鉄がむき出しであり、テフロンコーティングなどは施されていないので、錆びないように気を配る必要がある。同じ直径のアルミ製フライパンと比べればそれなりに重い。

### 使用方法
シーズニング
通常、購入したばかりのスキレットは錆止め防止ワックスや錆止め油によってコーティングが行われているため、初めて使用する前には準備が必要となる。
1. 開封したスキレットを家庭用洗剤を使い、スポンジやタワシでしっかりと洗う。
2. ガスコンロでしっかりと加熱し、水分を完全に飛ばす。
3. 持ち手を含めて無添加の植物油（亜麻仁油などの乾性油が推奨され、オリーブ油などの不乾性油は適さない）を満遍なく薄く塗り、油が固化するまで再度加熱する。（乾性油を使用した場合は余熱でも固化するため再度加熱する必要はない。むしろ高温になりすぎると油が炭化して煤汚れになるため加熱する場合は中火で煙が出ない程度に行う。）
4. 完全に冷めた後、水洗いを行い、再度2～3の手順を数回を行って終了。

製品によっては製造段階でシーズニング（慣らし）を行っていることを謳う製品もあるが、製造から販売に至るまで長期間経過している可能性もあるため、改めてシーズニングを行うことが推奨される。
注意点
- 調理前に水で軽くゆすぎ、予熱の意味も含めて水分が完全に飛ぶまで加熱する。
- 加熱時は必ず耐熱性のグローブを着用する。
- 蓄熱性があるため、火を止めても長時間熱い状態が続く。
- 急冷却しない。

### 種類
料理や用途によって適している形状や大きさがある。大きさは大皿料理であれば 8〜12インチ、小皿料理であれば 5〜6 1/2インチが使用されることが多い。特定の食材調理を目的としているスキレットも存在する。たとえば、浅い形のラウンドグリルはピザやクレープなどを調理することに特化した形状である。

### スキレットカバーについて
スキレット本体とは別で販売されている。一般的に言う鍋蓋のようなものであるが、鋳鉄製で重い。本体同様にサイズ展開がされているため、本体に合わせて購入することができる。カバーを使用することでカバーの重さが強い圧力となり、硬い食材も柔らかく調理することができる。形としては、耳がついているものとついていないものがある。カバーの裏には突起がある。調理中に出た蒸気が液状化してここに溜まって水滴となり、鍋全体に落ちていくようにつくられている。

### 電磁調理器での利用について
スキレット自身は鋳鉄製のため、電磁調理器の使用はラジエントヒーター式、誘導加熱式どちらでも問題なく利用可能である。ラジエントヒーター式では火力が弱く、本来の使用用途に対して使いづらい反面はあるが使用方法はガスコンロと大差はない。誘導加熱式の場合、加熱時にムラが発生することがあるためスキレットの大きさと加熱面の大きさに注意を払う必要がある。また密着して使用する形になるため水分が底面に残りやすく、シーズニングや使用後の乾燥の際に難がある。カセットコンロを用い、シーズニングと乾燥はカセットコンロを用いた上で調理は電磁調理器を用いるといった形で併用することにより解決可能。

### 使用後のメンテナンス
テフロンコーティングがされていないので、良い状態を保つためには使用後のメンテナンスが必須である。濡れたまま放置しておくと、赤錆が発生してしまう恐れがある。一度発生してしまうと、再度洗い流してもその後も赤錆が発生しやすくなってしまう。焦げてしまった場合は、水を沸騰させると焦げが落ちる。長期間使用しない場合は、鉄同士がぶつからないように新聞紙等で包み、水気のない場所で保管する。
使用後についてはよく乾かすことが必須とされ、基本的に手段は問われないが、食器洗い機等を用いると洗いムラが発生したり、洗剤が残存する可能性もあり、推奨されない。使用者によっては使用後に毎回加熱した上で再度シーズニングを行う場合もあるが、非常に手間が掛かるため、使い始めた当初でもない限り通常は毎度行う必要はない。。
使用後の洗浄に家庭用洗剤の使用することについても特に制限は無い。シーズニングでつけた油膜は洗剤で洗うと落ちてしまうと言われることもあるが、正しく重合した油は家庭用洗剤で洗浄した程度では落ちない。むしろ洗剤を使わずに水だけで洗浄した場合、残存した食用油や汚れが次に調理した料理に混入したり、炭化して煤汚れの原因になるため使用後の洗浄は洗剤を使用することが推奨される。臭いや汚れが気になる場合は、通常の食器と同じようにスポンジやタワシを用いて洗浄を行っても問題ないが、長期的な利用を目指す場合は定期的なシーズニングを行うことが推奨されている。
詳細についてはダッチオーブンも参照のこと。

### ヒビ割れ
スキレットにヒビが入ってしまうと修復はまず不可能である。砕けてしまう恐れがあって大変危険なため、使用するべきではない。不足あるいは破損した箇所を他の物で代用するのも危険なので使用しないほうが良い。

### アルミ製スキレット
ホームセンターのコーナンではアルミ製でテフロンコーティングされたかなり特殊なスキレットが販売されている。これは軽くて焦げ付きにくくて、とても便利である。もちろんアウトドア用の小型ストーブやアルコールストーブでも快適に調理できる。家庭で日常的に使うのにも便利である。（ただし、もしキャンプで焚き火の直火の強火で調理した場合、どの程度まで耐えられるかについてははっきりしない。）

## 関連書籍
- LODGE スキレット100％活用マニュアル　レシピからメンテまで鉄鍋をとことん極める！（2015年10月10日発売、辰巳出版、ISBN 978-4-7778-1554-8）
- 簡単！毎日使える！スキレットの本（2015年5月26日発売、エイ出版、ISBN 978-4777935987）
- ダッチオーブン&スキレット教書（2015年8月10日発売、地球丸出版、ISBN 978-4860674922）